# Grzegorz Lato
Grzegorz Bolesław Lato (Malbork, 8 aprile 1950) è un dirigente sportivo ed ex calciatore polacco, di ruolo attaccante.

## Caratteristiche tecniche
Era un esterno d'attacco dotato di ottima velocità e di buon senso del gol. Disponeva anche di buona leadership.

## Carriera

### Giocatore

#### Club
Legò la sua carriera di club allo Stal Mielec, dove ha giocato per quasi un ventennio (dal 1966 al 1980): durante questo lungo periodo ha segnato 117 reti in 295 gare nel campionato polacco. Nel 1973 si laureò capocannoniere del campionato con 13 reti, e lo Stal vinse il torneo: fu capocannoniere anche nel 1975, stavolta con 19 centri, ma la sua squadra arrivò seconda. Nel 1976 vinse per la seconda volta il titolo nazionale: fu inoltre eletto per due volte Calciatore polacco dell'anno, nel 1977 e nel 1981. Con lo Stal Mielec giocò anche nelle coppe europee, raggiungendo i quarti di finale della Coppa UEFA 1975-1976.
Lasciata la patria, ha giocato nel club belga del Lokeren (1980-1982), prima di chiudere la carriera con l'Atlante, squadra del campionato messicano, con cui vinse la CONCACAF Champions' Cup 1983.

#### Nazionale

Lato (a destra) in nazionale nel 1975, contrastato dall'italiano Rocca

Esordiente con la Polonia nel 1971, ha collezionato 45 reti in 100 presenze, che lo collocano al terzo posto per gol segnati e al quarto per incontri giocati.
Fu capocannoniere al campionato del mondo 1974 in Germania Ovest, in cui segnò 7 reti: nella finale per il terzo posto contro il Brasile contribuì alla vittoria dei polacchi, segnando un gol con un preciso diagonale dopo una corsa di 50 metri. Partecipò poi alle rassegne iridate di Argentina 1978 e Spagna 1982; quest'ultima vide la Polonia terza classificata.
Fu presente anche ai tornei olimpici di Monaco di Baviera 1972, in cui vinse la medaglia d'oro pur giocando solo 45' in tutta l'edizione, e di Montréal 1976 in cui ottenne la medaglia d'argento ma si mise maggiormente in mostra sul piano personale segnando tre gol, compreso uno nella finale persa 3-1 contro la Germania Est.

### Dopo il ritiro

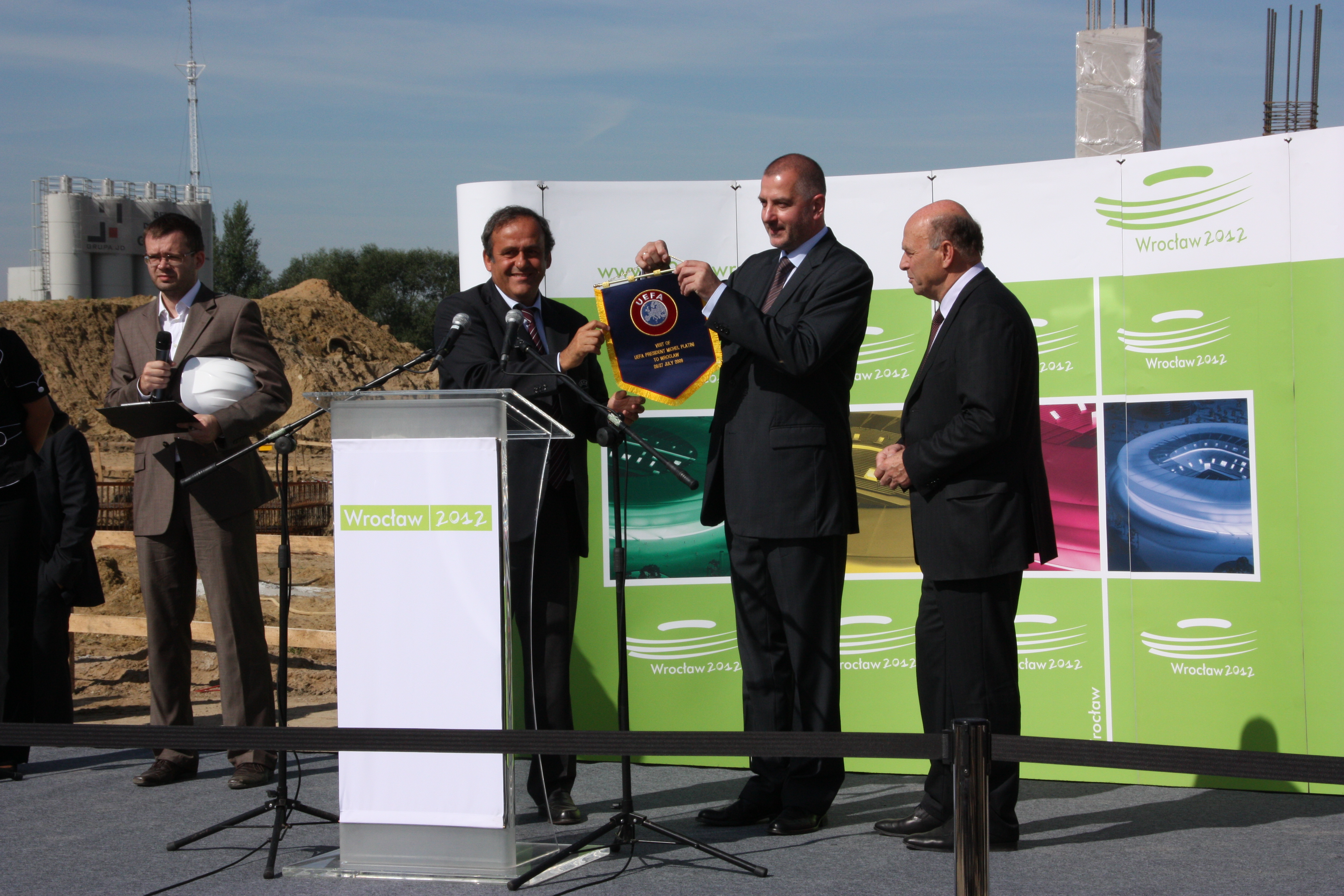
Da sinistra: Michel Platini, Rafał Dutkiewicz e Lato a Breslavia nel 2009, durante uno dei sopralluoghi per il

Il 30 ottobre 2008 fu eletto presidente della Federazione calcistica polacca, carica che ha mantenuto fino al 2012. In un'intervista del 2011 aveva dichiarato che nel caso la Polonia non avesse raggiunto i quarti di finale dell'Europeo casalingo, si sarebbe dimesso; nonostante l'eliminazione della sua nazionale al primo turno, è rimasto in carica fino al 26 ottobre 2012 quando è stato sostituito da Zbigniew Boniek.

## Statistiche

### Cronologia presenze e reti in nazionale
| Cronologia completa delle presenze e delle reti in nazionale ― Polonia | Cronologia completa delle presenze e delle reti in nazionale ― Polonia | Cronologia completa delle presenze e delle reti in nazionale ― Polonia | Cronologia completa delle presenze e delle reti in nazionale ― Polonia | Cronologia completa delle presenze e delle reti in nazionale ― Polonia | Cronologia completa delle presenze e delle reti in nazionale ― Polonia | Cronologia completa delle presenze e delle reti in nazionale ― Polonia | Cronologia completa delle presenze e delle reti in nazionale ― Polonia |
| Data                                                                   | Città                                                                  | In casa                                                                | Risultato                                                              | Ospiti                                                                 | Competizione                                                           | Reti                                                                   | Note                                                                   |
| ---------------------------------------------------------------------- | ---------------------------------------------------------------------- | ---------------------------------------------------------------------- | ---------------------------------------------------------------------- | ---------------------------------------------------------------------- | ---------------------------------------------------------------------- | ---------------------------------------------------------------------- | ---------------------------------------------------------------------- |
| 17-11-1971                                                             | Amburgo                                                                | Germania Ovest                                                         | 0 – 0                                                                  | Polonia                                                                | Qual. Euro 1972                                                        | -                                                                      |                                                                        |
| 5-12-1971                                                              | Smirne                                                                 | Turchia                                                                | 1 – 0                                                                  | Polonia                                                                | Qual. Euro 1972                                                        | -                                                                      |                                                                        |
| 3-9-1972                                                               | Ratisbona                                                              | Danimarca                                                              | 1 – 1                                                                  | Polonia                                                                | Amichevole                                                             | -                                                                      |                                                                        |
| 20-3-1973                                                              | Łódź                                                                   | Polonia                                                                | 4 – 0                                                                  | Stati Uniti                                                            | Amichevole                                                             | -                                                                      |                                                                        |
| 19-8-1973                                                              | Varna                                                                  | Bulgaria                                                               | 0 – 2                                                                  | Polonia                                                                | Amichevole                                                             | 2                                                                      |                                                                        |
| 26-9-1973                                                              | Cracovia                                                               | Polonia                                                                | 3 – 0                                                                  | Galles                                                                 | Qual. Mondiali 1974                                                    | 1                                                                      |                                                                        |
| 10-10-1973                                                             | Rotterdam                                                              | Paesi Bassi                                                            | 1 – 1                                                                  | Polonia                                                                | Amichevole                                                             | -                                                                      |                                                                        |
| 17-10-1973                                                             | Londra                                                                 | Inghilterra                                                            | 1 – 1                                                                  | Polonia                                                                | Qual. Mondiali 1974                                                    | -                                                                      |                                                                        |
| 21-10-1973                                                             | Dublino                                                                | Irlanda                                                                | 1 – 0                                                                  | Polonia                                                                | Amichevole                                                             | -                                                                      |                                                                        |
| 17-4-1974                                                              | Liegi                                                                  | Belgio                                                                 | 1 – 1                                                                  | Polonia                                                                | Amichevole                                                             | -                                                                      |                                                                        |
| 15-5-1974                                                              | Varsavia                                                               | Polonia                                                                | 2 – 0                                                                  | Grecia                                                                 | Amichevole                                                             | 1                                                                      |                                                                        |
| 15-6-1974                                                              | Stoccarda                                                              | Polonia                                                                | 3 – 2                                                                  | Argentina                                                              | Mondiali 1974 - 1º turno                                               | 2                                                                      |                                                                        |
| 19-6-1974                                                              | Monaco di Baviera                                                      | Polonia                                                                | 7 – 0                                                                  | Haiti                                                                  | Mondiali 1974 - 1º turno                                               | 2                                                                      |                                                                        |
| 23-6-1974                                                              | Stoccarda                                                              | Italia                                                                 | 1 – 2                                                                  | Polonia                                                                | Mondiali 1974 - 1º turno                                               | -                                                                      |                                                                        |
| 26-6-1974                                                              | Stoccarda                                                              | Polonia                                                                | 1 – 0                                                                  | Svezia                                                                 | Mondiali 1974 - 2º turno                                               | 1                                                                      |                                                                        |
| 30-6-1974                                                              | Francoforte sul Meno                                                   | Polonia                                                                | 2 – 1                                                                  | Jugoslavia                                                             | Mondiali 1974 - 2º turno                                               | 1                                                                      |                                                                        |
| 3-7-1974                                                               | Francoforte sul Meno                                                   | Germania Ovest                                                         | 1 – 0                                                                  | Polonia                                                                | Mondiali 1974 - 2º turno                                               | -                                                                      |                                                                        |
| 6-7-1974                                                               | Monaco di Baviera                                                      | Brasile                                                                | 0 – 1                                                                  | Polonia                                                                | Mondiali 1974 - Finale 3º posto                                        | 1                                                                      |                                                                        |
| 1-9-1974                                                               | Helsinki                                                               | Finlandia                                                              | 1 – 2                                                                  | Polonia                                                                | Qual. Euro 1976                                                        | 1                                                                      |                                                                        |
| 4-9-1974                                                               | Varsavia                                                               | Polonia                                                                | 3 – 1                                                                  | Germania Est                                                           | Amichevole                                                             | 1                                                                      |                                                                        |
| 7-9-1974                                                               | Cracovia                                                               | Polonia                                                                | 0 – 2                                                                  | Francia                                                                | Amichevole                                                             | -                                                                      |                                                                        |
| 9-10-1974                                                              | Poznań                                                                 | Polonia                                                                | 3 – 0                                                                  | Finlandia                                                              | Qual. Euro 1976                                                        | 1                                                                      |                                                                        |
| 13-11-1974                                                             | Praga                                                                  | Cecoslovacchia                                                         | 2 – 2                                                                  | Polonia                                                                | Amichevole                                                             | -                                                                      |                                                                        |
| 26-3-1975                                                              | Poznań                                                                 | Polonia                                                                | 7 – 0                                                                  | Stati Uniti                                                            | Amichevole                                                             | 2                                                                      |                                                                        |
| 19-4-1975                                                              | Roma                                                                   | Italia                                                                 | 0 – 0                                                                  | Polonia                                                                | Qual. Euro 1976                                                        | -                                                                      |                                                                        |
| 28-5-1975                                                              | Halle/Saale                                                            | Germania Est                                                           | 1 – 2                                                                  | Polonia                                                                | Amichevole                                                             | 1                                                                      |                                                                        |
| 24-6-1975                                                              | Seattle                                                                | Stati Uniti                                                            | 0 – 4                                                                  | Polonia                                                                | Amichevole                                                             | 1                                                                      |                                                                        |
| 6-7-1975                                                               | Montréal                                                               | Canada                                                                 | 1 – 8                                                                  | Polonia                                                                | Amichevole                                                             | 3                                                                      |                                                                        |
| 9-7-1975                                                               | Toronto                                                                | Canada                                                                 | 1 – 4                                                                  | Polonia                                                                | Amichevole                                                             | -                                                                      |                                                                        |
| 10-9-1975                                                              | Chorzów                                                                | Polonia                                                                | 4 – 1                                                                  | Paesi Bassi                                                            | Qual. Euro 1976                                                        | 1                                                                      |                                                                        |
| 8-10-1975                                                              | Łódź                                                                   | Polonia                                                                | 4 – 2                                                                  | Ungheria                                                               | Amichevole                                                             | -                                                                      |                                                                        |
| 15-10-1975                                                             | Amsterdam                                                              | Paesi Bassi                                                            | 3 – 0                                                                  | Polonia                                                                | Qual. Euro 1976                                                        | -                                                                      |                                                                        |
| 26-10-1975                                                             | Varsavia                                                               | Polonia                                                                | 0 – 0                                                                  | Italia                                                                 | Qual. Euro 1976                                                        | -                                                                      |                                                                        |
| 24-3-1976                                                              | Chorzów                                                                | Polonia                                                                | 1 – 2                                                                  | Argentina                                                              | Amichevole                                                             | -                                                                      |                                                                        |
| 24-4-1976                                                              | Bordeaux                                                               | Francia                                                                | 2 – 0                                                                  | Polonia                                                                | Amichevole                                                             | -                                                                      |                                                                        |
| 6-5-1976                                                               | Atene                                                                  | Grecia                                                                 | 1 – 0                                                                  | Polonia                                                                | Amichevole                                                             | -                                                                      |                                                                        |
| 11-5-1976                                                              | Basilea                                                                | Svizzera                                                               | 2 – 1                                                                  | Polonia                                                                | Amichevole                                                             | -                                                                      | cap.                                                                   |
| 26-5-1976                                                              | Poznań                                                                 | Polonia                                                                | 0 – 2                                                                  | Irlanda                                                                | Amichevole                                                             | -                                                                      | cap.                                                                   |
| 18-7-1976                                                              | Montreal                                                               | Cuba                                                                   | 0 – 0                                                                  | Polonia                                                                | Amichevole                                                             | -                                                                      |                                                                        |
| 22-7-1976                                                              | Montreal                                                               | Iran                                                                   | 3 – 1                                                                  | Polonia                                                                | Amichevole                                                             | -                                                                      |                                                                        |
| 25-7-1976                                                              | Montreal                                                               | Corea del Nord                                                         | 0 – 5                                                                  | Polonia                                                                | Amichevole                                                             | 2                                                                      |                                                                        |
| 31-7-1976                                                              | Montreal                                                               | Germania Est                                                           | 3 – 1                                                                  | Polonia                                                                | Amichevole                                                             | 1                                                                      |                                                                        |
| 16-10-1976                                                             | Porto                                                                  | Portogallo                                                             | 1 – 2                                                                  | Polonia                                                                | Qual. Mondiali 1978                                                    | 2                                                                      |                                                                        |
| 13-4-1977                                                              | Budapest                                                               | Ungheria                                                               | 2 – 1                                                                  | Polonia                                                                | Amichevole                                                             | -                                                                      |                                                                        |
| 24-4-1977                                                              | Dublino                                                                | Irlanda                                                                | 0 – 0                                                                  | Polonia                                                                | Amichevole                                                             | -                                                                      |                                                                        |
| 1-5-1977                                                               | Copenaghen                                                             | Danimarca                                                              | 1 – 2                                                                  | Polonia                                                                | Qual. Mondiali 1978                                                    | -                                                                      |                                                                        |
| 15-5-1977                                                              | Limassol                                                               | Cipro                                                                  | 1 – 3                                                                  | Polonia                                                                | Qual. Mondiali 1978                                                    | 1                                                                      |                                                                        |
| 29-5-1977                                                              | Buenos Aires                                                           | Argentina                                                              | 3 – 1                                                                  | Polonia                                                                | Amichevole                                                             | 1                                                                      |                                                                        |
| 10-6-1977                                                              | Lima                                                                   | Perù                                                                   | 1 – 3                                                                  | Polonia                                                                | Amichevole                                                             | -                                                                      |                                                                        |
| 12-6-1977                                                              | La Paz                                                                 | Bolivia                                                                | 1 – 2                                                                  | Polonia                                                                | Amichevole                                                             | 1                                                                      |                                                                        |
| 19-6-1977                                                              | San Paolo                                                              | Brasile                                                                | 3 – 1                                                                  | Polonia                                                                | Amichevole                                                             | -                                                                      |                                                                        |
| 24-8-1977                                                              | Vienna                                                                 | Austria                                                                | 2 – 1                                                                  | Polonia                                                                | Amichevole                                                             | -                                                                      |                                                                        |
| 7-9-1977                                                               | Volgograd                                                              | Unione Sovietica                                                       | 4 – 1                                                                  | Polonia                                                                | Amichevole                                                             | 1                                                                      | cap.                                                                   |
| 21-9-1977                                                              | Chorzów                                                                | Polonia                                                                | 4 – 1                                                                  | Danimarca                                                              | Qual. Mondiali 1978                                                    | 1                                                                      |                                                                        |
| 29-10-1977                                                             | Chorzów                                                                | Polonia                                                                | 1 – 1                                                                  | Portogallo                                                             | Qual. Mondiali 1978                                                    | -                                                                      |                                                                        |
| 22-3-1978                                                              | Lussemburgo                                                            | Lussemburgo                                                            | 1 – 3                                                                  | Polonia                                                                | Amichevole                                                             | -                                                                      |                                                                        |
| 5-4-1978                                                               | Poznań                                                                 | Polonia                                                                | 5 – 2                                                                  | Grecia                                                                 | Amichevole                                                             | 1                                                                      |                                                                        |
| 12-4-1978                                                              | Łódź                                                                   | Polonia                                                                | 3 – 0                                                                  | Irlanda                                                                | Amichevole                                                             | -                                                                      |                                                                        |
| 26-4-1978                                                              | Varsavia                                                               | Polonia                                                                | 1 – 0                                                                  | Bulgaria                                                               | Amichevole                                                             | 1                                                                      |                                                                        |
| 1-6-1978                                                               | Buenos Aires                                                           | Germania Ovest                                                         | 0 – 0                                                                  | Polonia                                                                | Mondiali 1978 - 1º turno                                               | -                                                                      |                                                                        |
| 6-6-1978                                                               | Rosario                                                                | Polonia                                                                | 1 – 0                                                                  | Tunisia                                                                | Mondiali 1978 - 1º turno                                               | 1                                                                      |                                                                        |
| 10-6-1978                                                              | Rosario                                                                | Messico                                                                | 1 – 3                                                                  | Polonia                                                                | Mondiali 1978 - 1º turno                                               | -                                                                      |                                                                        |
| 14-6-1978                                                              | Rosario                                                                | Argentina                                                              | 2 – 0                                                                  | Polonia                                                                | Mondiali 1978 - 1º turno                                               | -                                                                      |                                                                        |
| 18-6-1978                                                              | Mendoza                                                                | Polonia                                                                | 1 – 0                                                                  | Perù                                                                   | Mondiali 1978 - 2º turno                                               | -                                                                      |                                                                        |
| 21-6-1978                                                              | Mendoza                                                                | Brasile                                                                | 3 – 1                                                                  | Polonia                                                                | Mondiali 1978 - 2º turno                                               | 1                                                                      |                                                                        |
| 6-9-1978                                                               | Reykjavík                                                              | Islanda                                                                | 0 – 2                                                                  | Polonia                                                                | Qual. Euro 1980                                                        | 1                                                                      |                                                                        |
| 11-10-1978                                                             | Bucarest                                                               | Romania                                                                | 1 – 0                                                                  | Polonia                                                                | Amichevole                                                             | -                                                                      |                                                                        |
| 15-11-1978                                                             | Breslavia                                                              | Polonia                                                                | 2 – 0                                                                  | Svizzera                                                               | Qual. Euro 1980                                                        | -                                                                      |                                                                        |
| 18-2-1979                                                              | Tunisi                                                                 | Tunisia                                                                | 0 – 2                                                                  | Polonia                                                                | Amichevole                                                             | -                                                                      |                                                                        |
| 21-2-1979                                                              | Algeri                                                                 | Algeria                                                                | 0 – 1                                                                  | Polonia                                                                | Amichevole                                                             | 1                                                                      |                                                                        |
| 4-4-1979                                                               | Chorzów                                                                | Polonia                                                                | 1 – 1                                                                  | Ungheria                                                               | Amichevole                                                             | 1                                                                      |                                                                        |
| 18-4-1979                                                              | Lipsia                                                                 | Germania Est                                                           | 2 – 1                                                                  | Polonia                                                                | Qual. Euro 1980                                                        | -                                                                      |                                                                        |
| 2-5-1979                                                               | Cracovia                                                               | Polonia                                                                | 0 – 2                                                                  | Paesi Bassi                                                            | Qual. Euro 1980                                                        | -                                                                      |                                                                        |
| 29-8-1979                                                              | Varsavia                                                               | Polonia                                                                | 3 – 0                                                                  | Romania                                                                | Amichevole                                                             | 1                                                                      | cap.                                                                   |
| 12-9-1979                                                              | Losanna                                                                | Svizzera                                                               | 0 – 2                                                                  | Polonia                                                                | Qual. Euro 1980                                                        | -                                                                      | cap.                                                                   |
| 26-9-1979                                                              | Cracovia                                                               | Polonia                                                                | 1 – 1                                                                  | Germania Ovest                                                         | Qual. Euro 1980                                                        | -                                                                      |                                                                        |
| 10-10-1979                                                             | Varsavia                                                               | Polonia                                                                | 2 – 0                                                                  | Islanda                                                                | Qual. Euro 1980                                                        | -                                                                      |                                                                        |
| 17-10-1979                                                             | Amsterdam                                                              | Paesi Bassi                                                            | 1 – 1                                                                  | Polonia                                                                | Qual. Euro 1980                                                        | -                                                                      |                                                                        |
| 26-3-1980                                                              | Budapest                                                               | Ungheria                                                               | 2 – 1                                                                  | Polonia                                                                | Amichevole                                                             | 1                                                                      |                                                                        |
| 2-4-1980                                                               | Anversa                                                                | Belgio                                                                 | 2 – 1                                                                  | Polonia                                                                | Amichevole                                                             | 1                                                                      |                                                                        |
| 19-4-1980                                                              | Torino                                                                 | Italia                                                                 | 2 – 2                                                                  | Polonia                                                                | Amichevole                                                             | -                                                                      |                                                                        |
| 26-4-1980                                                              | Borovo Naselje                                                         | Jugoslavia                                                             | 2 – 1                                                                  | Polonia                                                                | Amichevole                                                             | -                                                                      |                                                                        |
| 13-5-1980                                                              | Francoforte sul Meno                                                   | Germania Ovest                                                         | 3 – 1                                                                  | Polonia                                                                | Amichevole                                                             | -                                                                      | cap.                                                                   |
| 28-5-1980                                                              | Poznań                                                                 | Polonia                                                                | 1 – 0                                                                  | Scozia                                                                 | Amichevole                                                             | -                                                                      | cap.                                                                   |
| 22-6-1980                                                              | Varsavia                                                               | Polonia                                                                | 3 – 0                                                                  | Iraq                                                                   | Amichevole                                                             | 1                                                                      |                                                                        |
| 29-6-1980                                                              | Rio de Janeiro                                                         | Brasile                                                                | 1 – 1                                                                  | Polonia                                                                | Amichevole                                                             | 1                                                                      | cap.                                                                   |
| 3-7-1980                                                               | Santa Cruz                                                             | Bolivia                                                                | 0 – 1                                                                  | Polonia                                                                | Amichevole                                                             | -                                                                      |                                                                        |
| 10-7-1980                                                              | Bogotà                                                                 | Colombia                                                               | 1 – 4                                                                  | Polonia                                                                | Amichevole                                                             | -                                                                      |                                                                        |
| 24-9-1980                                                              | Varsavia                                                               | Polonia                                                                | 1 – 1                                                                  | Cecoslovacchia                                                         | Amichevole                                                             | -                                                                      |                                                                        |
| 2-5-1981                                                               | Cracovia                                                               | Polonia                                                                | 1 – 0                                                                  | Germania Est                                                           | Qual. Mondiali 1982                                                    | -                                                                      |                                                                        |
| 10-10-1981                                                             | Lipsia                                                                 | Germania Est                                                           | 2 – 3                                                                  | Polonia                                                                | Qual. Mondiali 1982                                                    | -                                                                      |                                                                        |
| 18-11-1981                                                             | Łódź                                                                   | Polonia                                                                | 2 – 3                                                                  | Spagna                                                                 | Amichevole                                                             | -                                                                      |                                                                        |
| 14-6-1982                                                              | Vigo                                                                   | Italia                                                                 | 0 – 0                                                                  | Polonia                                                                | Mondiali 1982 - 1º turno                                               | -                                                                      |                                                                        |
| 19-6-1982                                                              | La Coruña                                                              | Camerun                                                                | 0 – 0                                                                  | Polonia                                                                | Mondiali 1982 - 1º turno                                               | -                                                                      |                                                                        |
| 22-6-1982                                                              | La Coruña                                                              | Polonia                                                                | 5 – 1                                                                  | Perù                                                                   | Mondiali 1982 - 1º turno                                               | 1                                                                      |                                                                        |
| 28-6-1982                                                              | Barcellona                                                             | Polonia                                                                | 3 – 0                                                                  | Belgio                                                                 | Mondiali 1982 - 2º turno                                               | -                                                                      |                                                                        |
| 4-7-1982                                                               | Barcellona                                                             | Unione Sovietica                                                       | 0 – 0                                                                  | Polonia                                                                | Mondiali 1982 - 2º turno                                               | -                                                                      |                                                                        |
| 8-7-1982                                                               | Barcellona                                                             | Italia                                                                 | 2 – 0                                                                  | Polonia                                                                | Mondiali 1982 - Semifinale                                             | -                                                                      |                                                                        |
| 10-7-1982                                                              | Alicante                                                               | Polonia                                                                | 3 – 2                                                                  | Francia                                                                | Mondiali 1982 - Finale 3º posto                                        | -                                                                      |                                                                        |
| 17-4-1984                                                              | Varsavia                                                               | Polonia                                                                | 0 – 1                                                                  | Belgio                                                                 | Amichevole                                                             | -                                                                      |                                                                        |
| Totale                                                                 |                                                                        | Presenze (5º posto)                                                    | 100                                                                    |                                                                        | Reti (3º posto)                                                        | 45                                                                     |                                                                        |

## Palmarès

### Club

#### Competizioni nazionali
- Campionato polacco: 2

Stal Mielec: 1972-1973, 1975-1976

#### Competizioni internazionali
- CONCACAF Champions' Cup: 1

Atlante: 1983

### Nazionale
- Oro olimpico: 1

Monaco di Baviera 1972
- Argento olimpico: 1

Montréal 1976

### Individuale
- Capocannoniere del campionato polacco: 2

1973, 1975
- Capocannoniere del campionato del mondo: 1

Germania Ovest 1974 (7 gol)
- Calciatore polacco dell'anno: 2

1977, 1981